# Maria Blumenthal-Tamarina
Maria Blumenthal-Tamarina (en russe : Мари́я Миха́йловна Блюмента́ль-Тама́рина), née Klimova le 16 juillet 1859 à Saint-Pétersbourg et décédée le 16 octobre 1938 à Moscou, est une actrice de théâtre soviétique, Artiste du peuple de l'URSS (1936), l'une des premières en Union soviétique à être honorée de ce titre.

## Biographie
Le père de Maria Blumenthal-Tamarina, Mikhaïl Klimov est un ancien serf, esclave agricole d'un grand propriétaire terrien. À la sortie du gymnasium Mariïnski de Saint-Pétersbourg, en 1875, elle obtient le diplôme de préceptrice. Son début sur scène a lieu en 1885, au sein d'une troupe de théâtre amateur, mais déjà en 1887, elle se produit en tant qu'actrice professionnelle dans l'adaptation de Kean d'Alexandre Dumas au théâtre d'été au parc Petrovski de Moscou. Elle travaille à partir de 1889 dans le théâtre du mélodrame de Mikhaïl Lentovski (ru). Entre 1890 et 1901, sa troupe effectue de nombreuses tournées notamment à Tiflis, Vladikavkaz, Rostov-sur-le-Don, Kharkiv. De retour à Moscou, Blumenthal-Tamarina travaille au Théâtre Korch, Théâtre de la comédie, théâtre Soukhodolski, théâtre Maly (1933-1938). En 1911, commence sa carrière cinématographique avec Le Cadavre vivant de Boris Tchaïkovski (ru), elle apparaitra en tout dans plus de vingt films. En 1936, elle tient le rôle principal dans Les Chercheurs de bonheur, l'histoire d'une famille juive venue s'installer dans un kolkhoze de l'Extrême-Orient russe,.
Maria Blumenthal-Tamarina est décorée de l'Ordre de Lénine et de l'Ordre du Drapeau rouge du Travail en 1937.
Morte le 16 octobre 1938 à Moscou, l'actrice est enterrée au cimetière de Novodevitchi.

## Filmographie
- 1932 : Contre-plan (Встречный, Vstrechny) de Fridrikh Ermler et Sergueï Ioutkevitch : Babtchikha
- 1935 : Les Amies (Подруги) de Leo Arnchtam : Fekla Petrovna
- 1936 : Les Chercheurs de bonheur (Искатели счастья, Iskateli schastya) de Vladimir Korch (ru) et Joseph Chapiro (ru) : Dvoïra